# Nyírbogát
Nyírbogát is een plaats (nagyközség) en gemeente in het Hongaarse comitaat Szabolcs-Szatmár-Bereg. Nyírbogát telt 3334 inwoners (2001).